# زنبق أزغب
الزنبق الأزغب نوع نباتي ينتمي إلى جنس الزنبق من الفصيلة الزنبقية.